# Fritz Lang
Friedrich Christian Anton »Fritz« Lang, avstrijsko-ameriški filmski režiser in scenarist, * 5. december 1890, Dunaj, Avstro-Ogrska (danes Avstrija), † 2. avgust 1976, Beverly Hills, Kalifornija, Združene države Amerike.
Bil je pomemben predstavnik nemškega ekspresionizma v filmu, ki je deloval v dobi nemega in zgodnjega zvočnega filma.
Za film se je navdušil med svojim bivanjem v Ljutomeru, kjer je stanoval pri Karolu Grossmannu. Njegova zgodnja dela imajo fantastične in utopične motive, kasnejši zvočni filmi pa se bolj osredotočajo na ljudi in njihovo notranjo motivacijo. Najbolj je znan po megalomanskem znanstvenofantastičnem filmu Metropolis, najdražji produkciji svojega časa, in temačnem trilerju M, ki velja za predhodnika filma noir.
Leta 1922 se je poročil s scenaristko Theo von Harbou, ki je sodelovala pri mnogih njegovih filmih, in prevzel nemško državljanstvo, leta 1939 pa je zaradi vzpona nacistov na oblast prebegnil v Združene države Amerike in postal še ameriški državljan. V ZDA je snemal filme različnih zvrsti do svoje upokojitve v zgodnjih 1960. letih, vendar tolikšne prepoznavnosti kot njegova zgodnejša dela niso dosegli.

## Filmografija (kot režiser)

### Nemčija
- 1919: Halbblut (izgubljen)
- 1919: Der Herr der Liebe (tudi v manjši stranski vlogi; izgubljen)
- 1919: Die Spinnen – Der goldene See
- 1919: Harakiri
- 1919: Die Spinnen – Das Brillantenschiff
- 1920: Das wandernde Bild
- 1921: Kämpfende Herzen (tudi Die Vier um die Frau)
- 1921: Der müde Tod
- 1922: Dr. Mabuse, der Spieler
Teil 1: Der große Spieler – Ein Bild unserer Zeit
- 1922: Dr. Mabuse, der Spieler
Teil 2: Inferno – Ein Spiel von Menschen unserer Zeit
- 1924: Die Nibelungen Teil 1: Siegfried
- 1924: Die Nibelungen Teil 2: Kriemhilds Rache
- 1927: Metropolis
- 1928: Spione
- 1929: Frau im Mond
- 1931: M
- 1933: Das Testament des Dr. Mabuse
- 1959: Der Tiger von Eschnapur
- 1959: Das indische Grabmal
- 1960: Die 1000 Augen des Dr. Mabuse

### Združene države Amerike
- 1936: Fury
- 1937: You Only Live Once
- 1938: You and Me
- 1940: The Return of Frank James
- 1941: Western Union
- 1941: Man Hunt
- 1943: Hangmen Also Die!
- 1944: Ministry of Fear
- 1944: The Woman in the Window
- 1945: Scarlet Street
- 1946: Cloak and Dagger
- 1948: Secret Beyond the Door
- 1949: House by the River
- 1950: American Guerilla in the Philippines
- 1952: Rancho Notorious
- 1952: Clash by Night
- 1953: The Blue Gardenia
- 1953: The Big Heat
- 1954: Human Desire
- 1955: Moonfleet
- 1956: While the City Sleeps
- 1956: Beyond a Reasonable Doubt

### Francija
- 1934: Liliom
- 1964: Le mépris, so-režiser